# Dan Burton (attore)
Dan Burton (1985) è un attore, cantante e ballerino inglese, attivo soprattutto nel teatro musicale di Londra e Parigi.
Ha recitato in diversi musical, tra cui Betty Blue Eyes (Londra, 2011), Jersey Boys (Londra, 2012), The Pajama Game (Chichester, 2013; Londra, 2014), Gypsy: A Musical Fable (Chichester, 2014; Londra, 2015; candidato al Laurence Olivier Award al miglior attore non protagonista in un musical) e Singin' In The Rain (Parigi, 2016).

## Filmografia
- Freefall, regia di Dominic Savage (2009)